# Павільйон

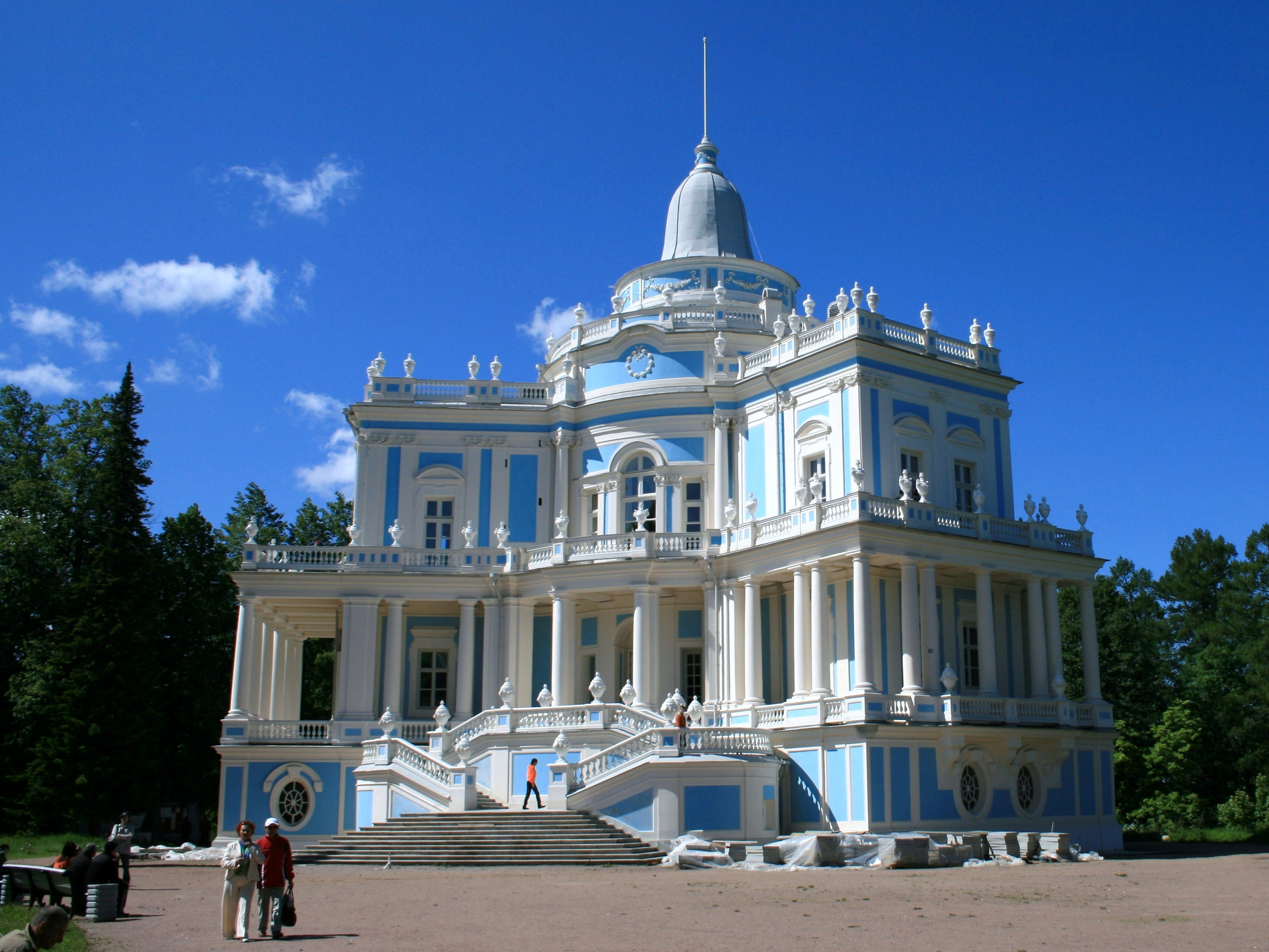
Оранієнбаум, павільйон «Катальна гірка», 18 ст. Арх. Антоніо Рінальді.

Павільйо́н (від фр. pavillion) — невеличке і зазвичай ізольоване паркове приміщення, призначене для відпочинку чи окраси парку. Невеликі розміри павільйону наближають його до паркової альтанки. Але павільйон в історичних парках зазвичай більший за альтанку, але менший за флігель, службове приміщення, тісно пов'язане з палацом чи господарською оселею.

## Різновиди павільйонів

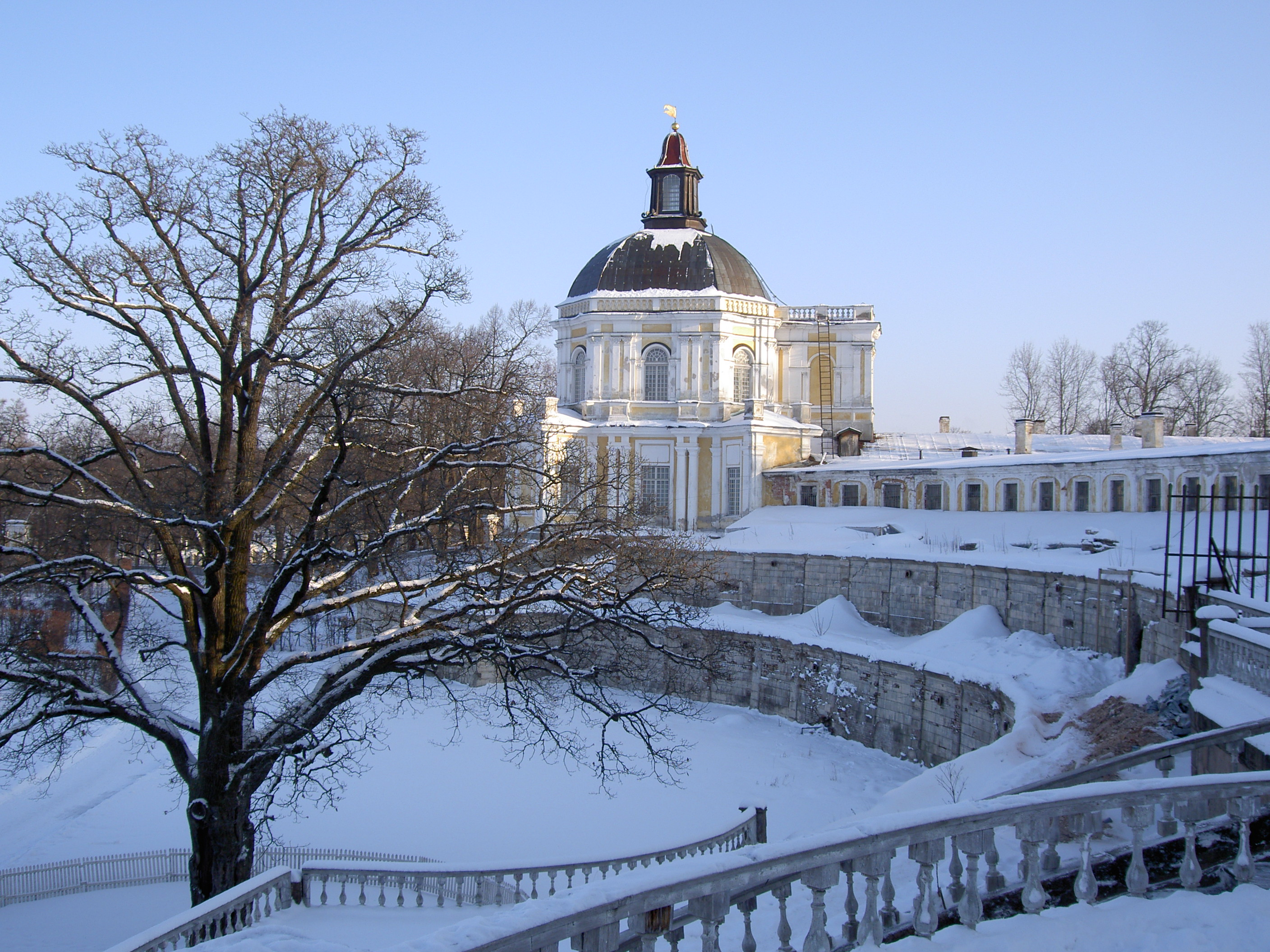
Бічний павільйон палацу Меншикова в Оранієнбаумі, 1710-ті рр.

- Постійні павільйони. Немобільні, постійні споруди в історичних і сучасних парках, відбудовані з цегли, каменю, дерева. Мають різне призначення (місце усамітнення — Ермітаж, для колекції рослин — Оранжерея, Вольєр — для утримання птахів чи невеликих тварин, для невеличкої колекції витворів мистецтва — павільйон Грот чи Голанський будиночок в садибі Кусково, для чаювання в парку — Чайний будиночок в парку Воронцовського палацу, Алупка, Крим тощо).

- Мобільні павільйони. Сучасні павільйони з текстилю на каркасній металевій основі, що дає змогу відновлювати тимчасове приміщення в потрібному місті.

- Павільйон як частина палацової будівлі — як правило бічна частина палацу, більша за галерею по висоті і краще за неї оздоблена. Це пішло з Франції, де павільйонами називали крила палацу Тюїльрі чи частини палацу Лувр. Подібне використання назви павільйон мало в добу бароко, класицизму (Павільйони палацу Меншикова, Оранієнбаум, павільйони Італійського палацу в Петербурзі, зруйновано.)

- Павільйон — будівлі у різних виставкових комплексах.

## Архітектурні стилі

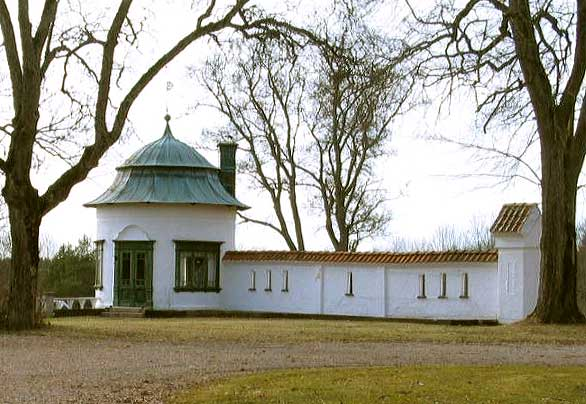

Велике поширення мало будівництво паркових павільйонів в добу бароко. Це тісно пов'язане з поширенням моди на парки, з розповсюдженням дозвілля в садах і парках при палацах і замках. Тому павільйони швидко отримали ознаки архітектурного стилю доби — бароко, рококо, класицизму, в історичних стилях XIX століття. Невелика кількість павільйонів вибудована і в стилі модерн (павільйон в садку особняка Кшесінської в Петербурзі, павільйони парка Гуель, арх. Антоніо Гауді, Барселона). І навпаки, в XX столітті велика кількість павільйонів вибудована в стилі функціоналізму.
Особливе місце займають павільйони в стилістиці шинуазрі, тобто «китайщина». Відсутність власної фантазії деякі архітектори компенсували будівництвом павільйонів в екзотичних стилях східних і мусульманських країн — Китаю, Японії, Туреччини, Індії тощо.

## Павільйони в стилі шинуазрі

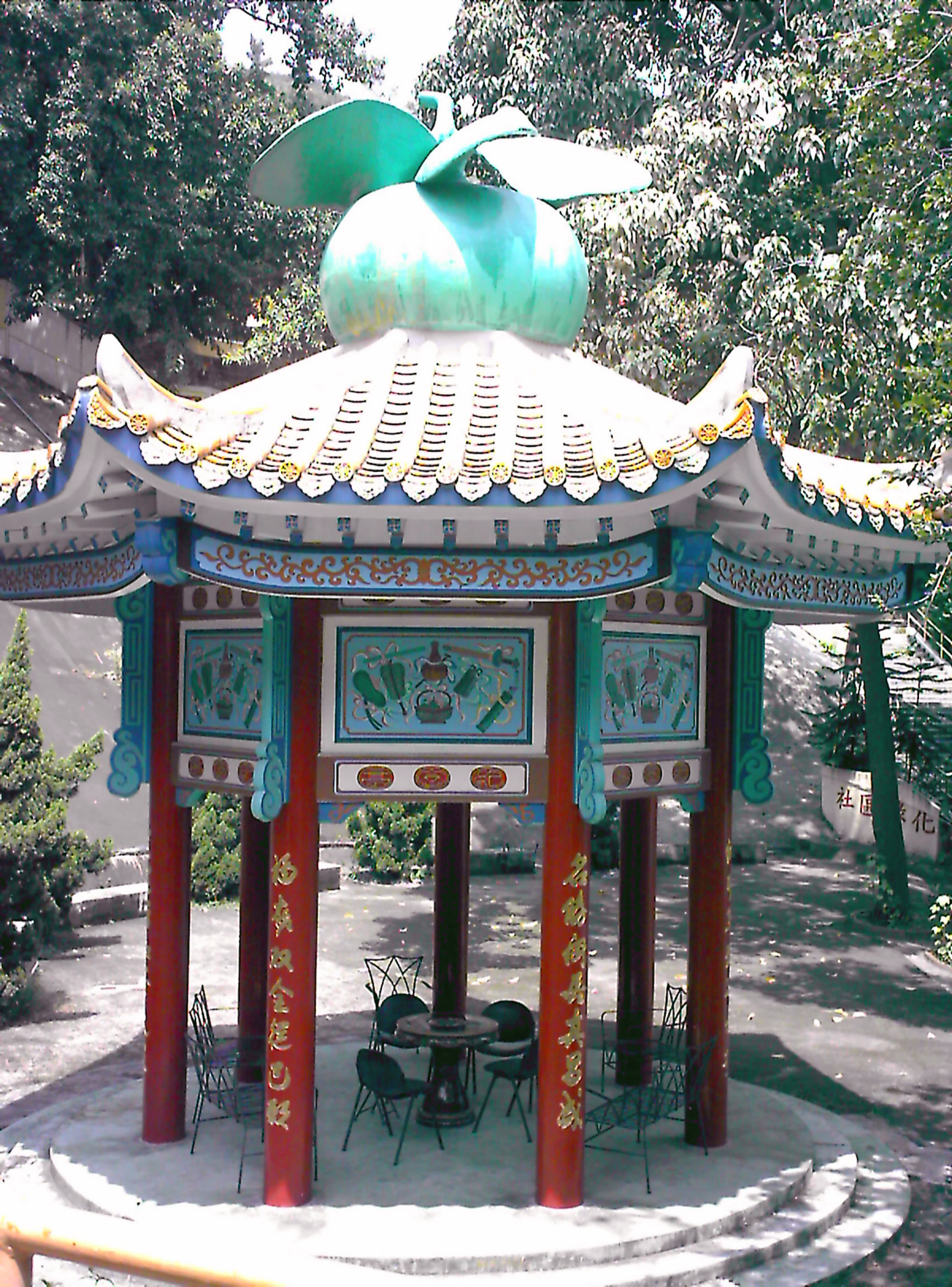
Гонконг, павільйон.
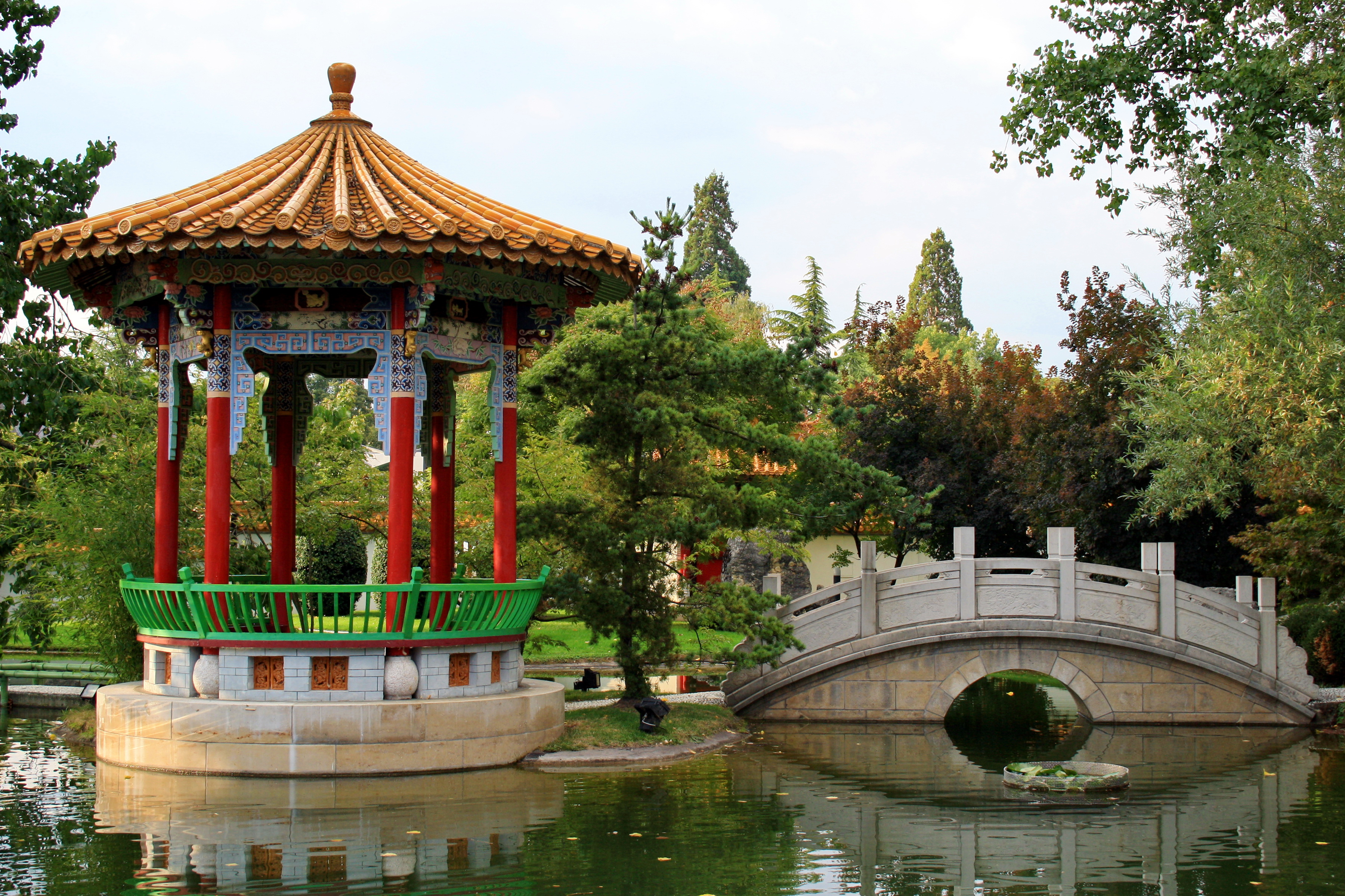
Цюрих. Павільйон на острівцю в Китайському саду.
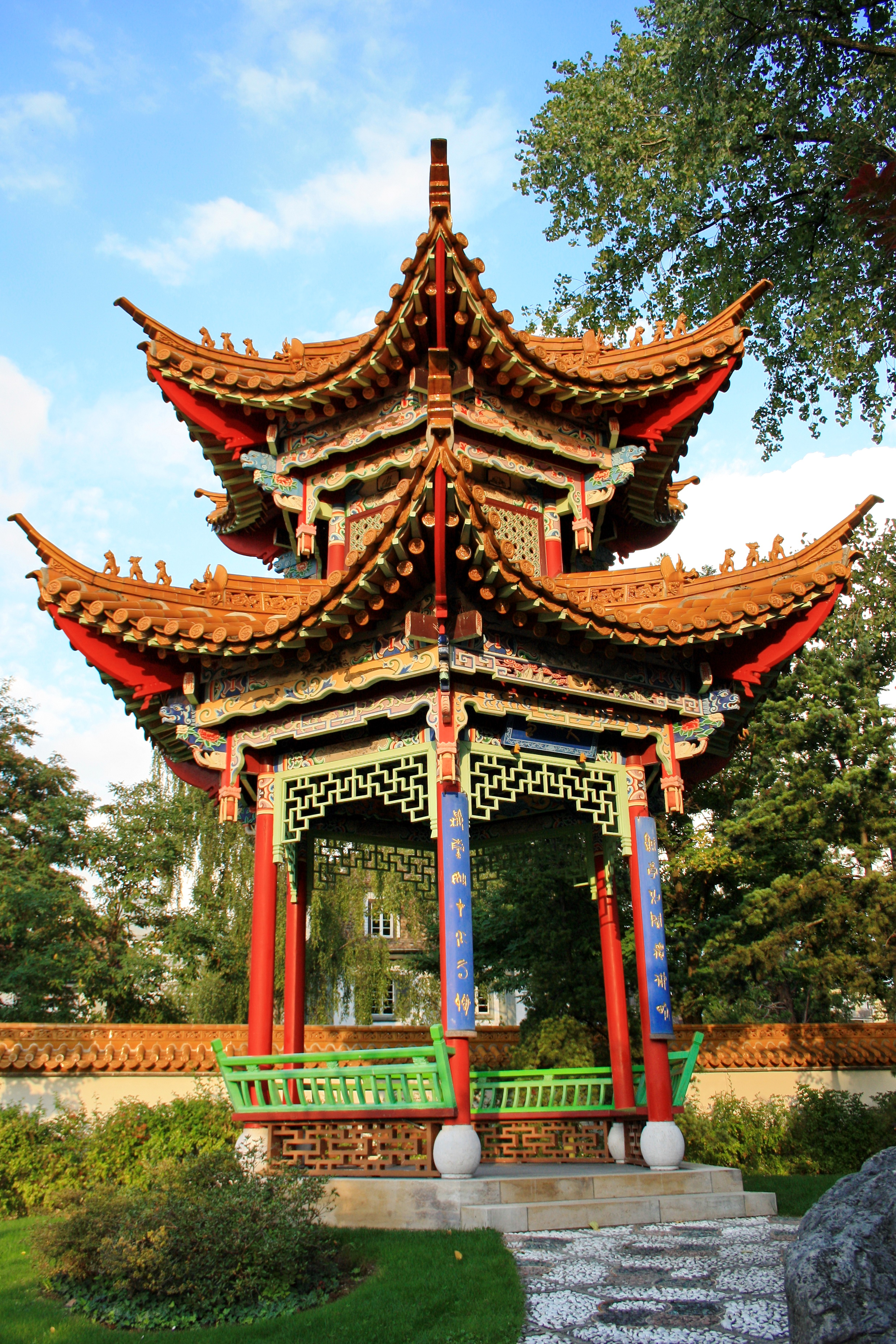
Цюрих. Парковий павільйон.
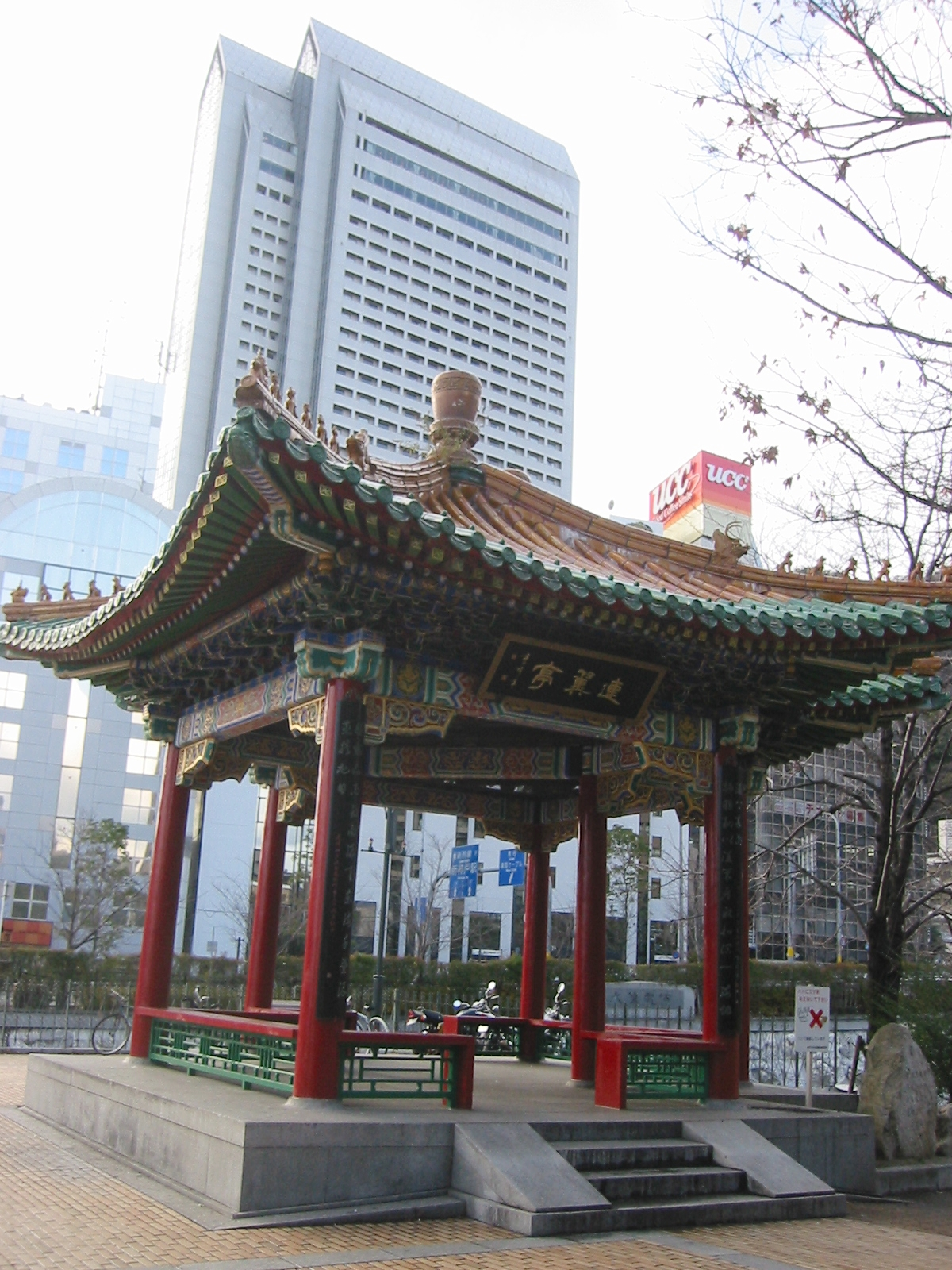
Ікутагава, павільйон поряд з хмарочосом

## Галерея

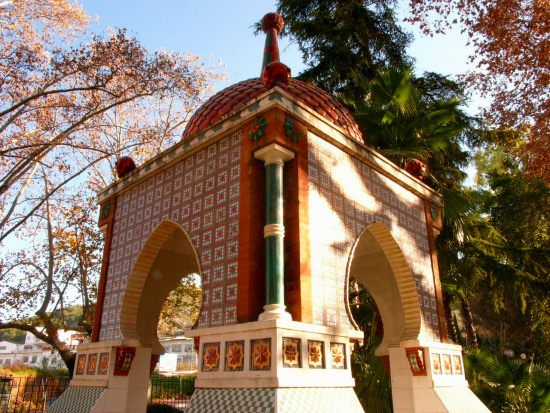
Хатіва, Іспанія, арх.Attilio Bruschetti .
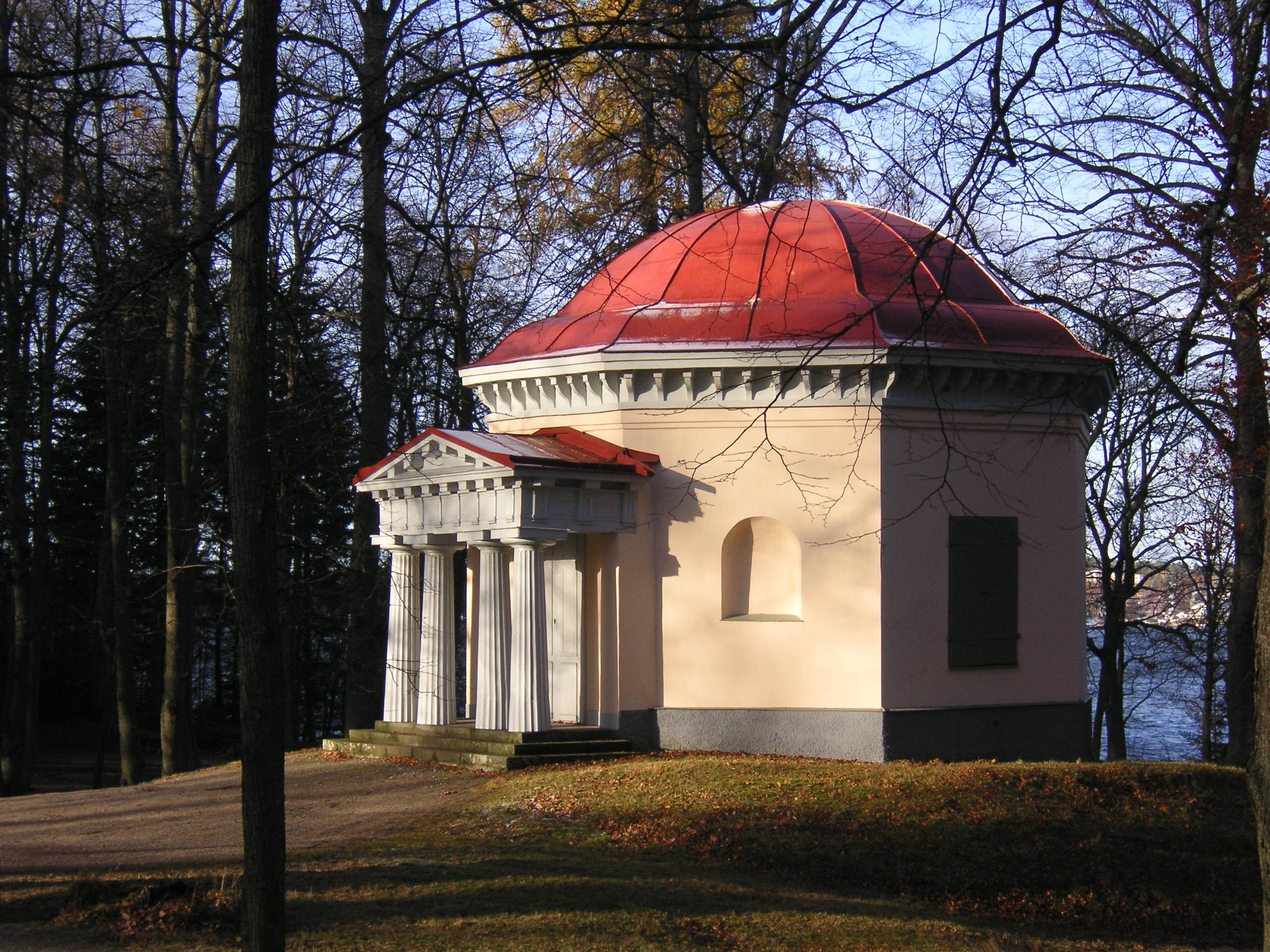
Норсборг.
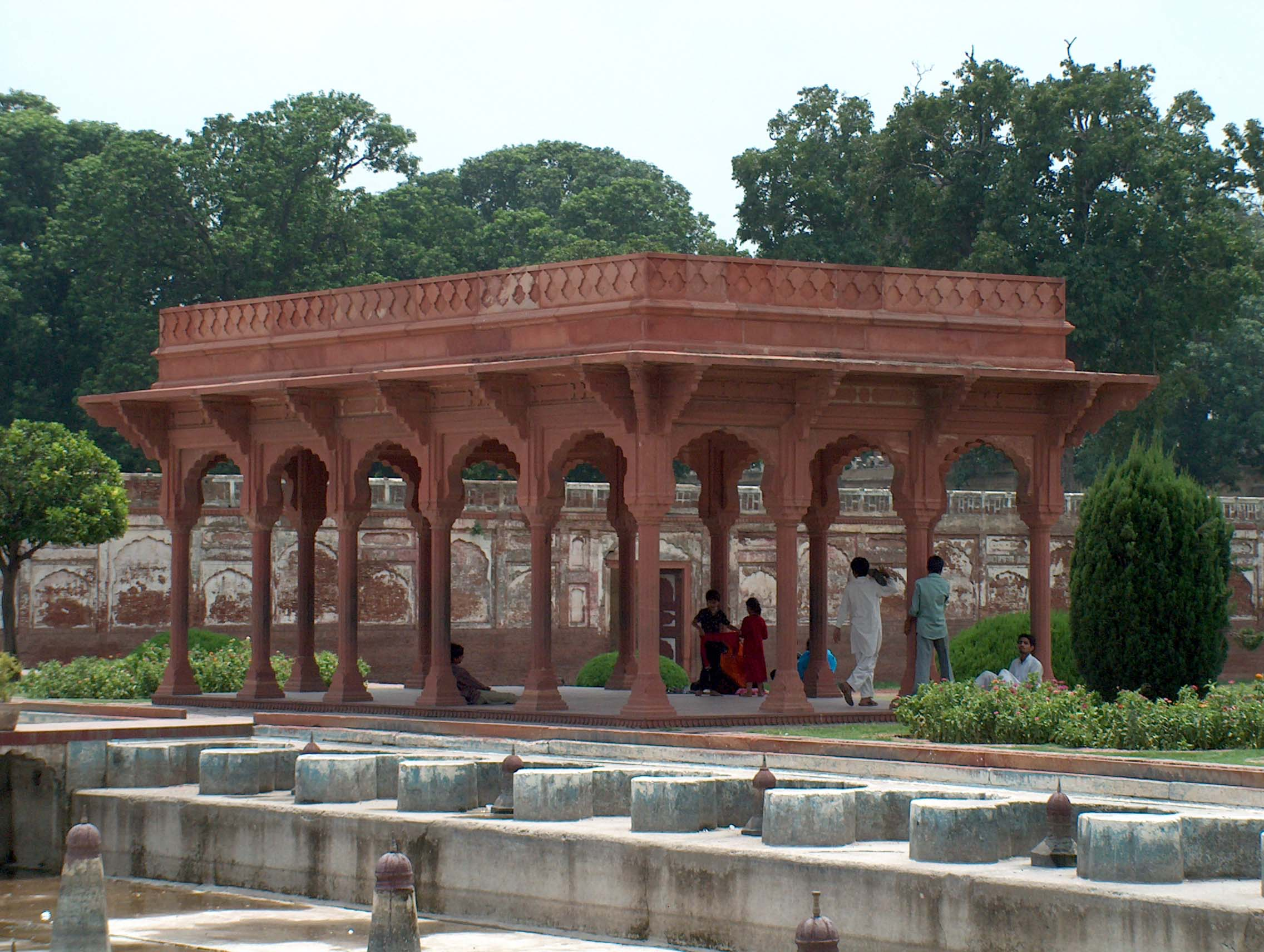
Парк Шаламар, Червоний павільйон.
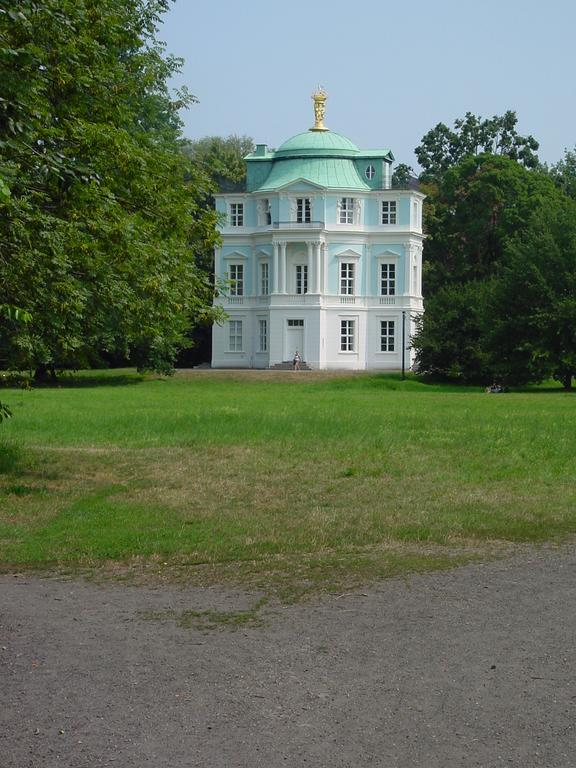
Шарлотенбург, павільйон Бельведер.
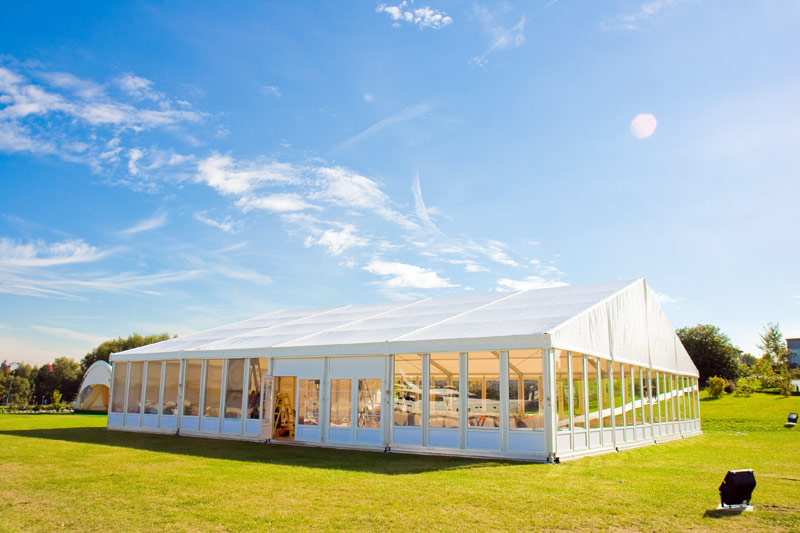
Приклад мобільного павільйону
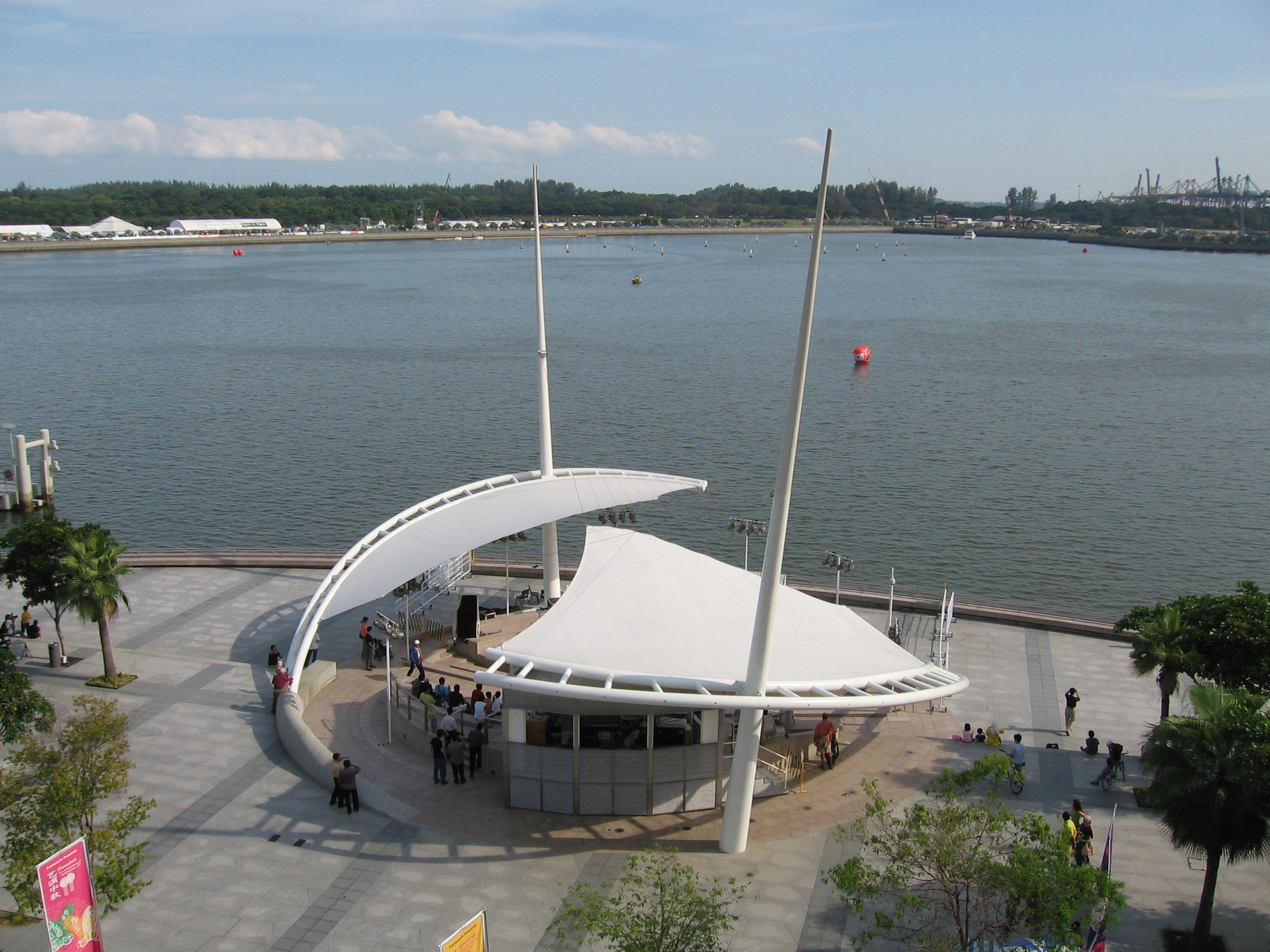
Сінгапур, Еспланада
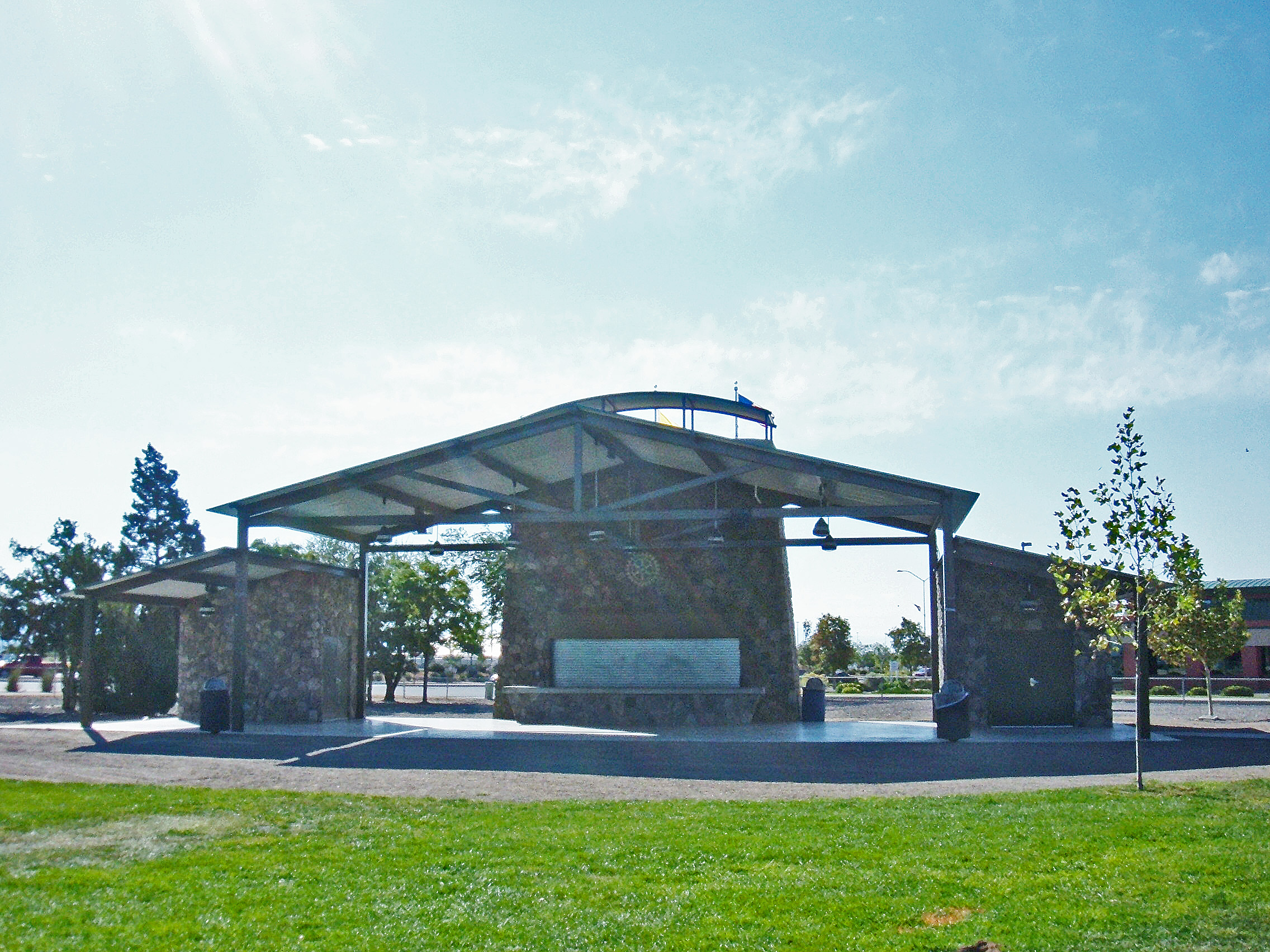
Нью Мехіко, павільйон в Хейнес парку.
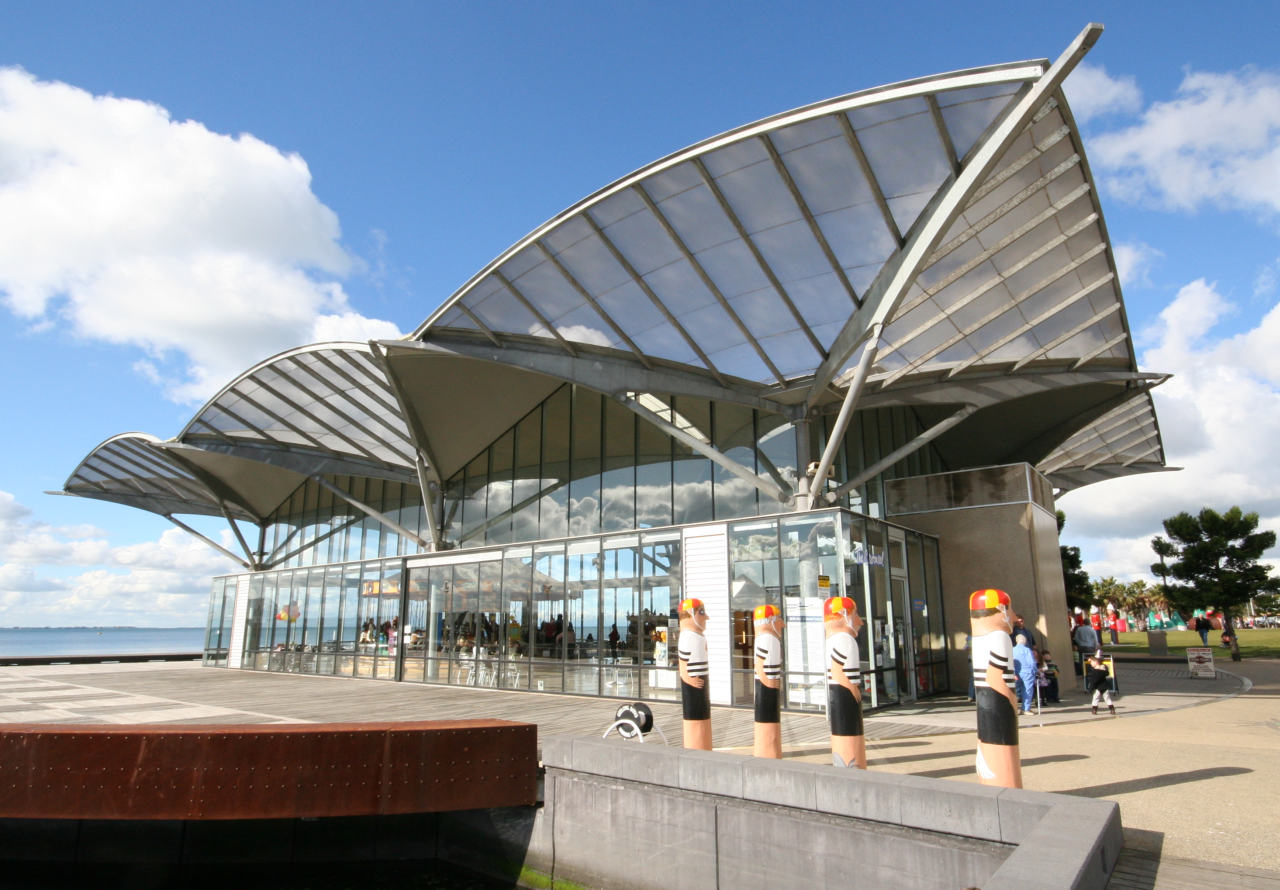
Австралія, павільйон карусель.